# جان ثولي
جان ثولي (بالفرنسية: Jean Tholey)‏ (مواليد 16 نوفمبر 1902) هو ملاكم فرنسي، مثّل بلاده في الألعاب الأولمبية الصيفية 1924.

## روابط خارجية
جان ثولي على موقع أوليمبيديا (الإنجليزية)